# Josh Hartnett
Joshua Daniel Hartnett (ur. 21 lipca 1978 w Saint Paul) – amerykański aktor i producent filmowy.
W 2002 został uhonorowany statuetką Bravo Otto dla najlepszego aktora, przyznaną przez niemiecki dwutygodnik dla młodzieży „Bravo”. Nominowany do nagrody Saturna za najlepszą kreację młodego aktora w horrorze fantastycznonaukowym Roberta Rodrigueza Oni (1998). 

## Wczesne lata
Urodził się w Saint Paul w stanie Minnesota jako syn Wendy Anne (z domu Kronstedt) i Daniela Thomasa Hartnetta. Jego rodzina była pochodzenia szwedzkiego, irlandzkiego, niemieckiego i norweskiego. Jego biologiczna matka, po rozwodzie z ojcem, wyprowadziła się z San Francisco. Podobnie jak jego młodsze rodzeństwo – Jessica, Jake i Joey – wychowywany był przez ojca, kierownika budowy, i macochę Molly, artystkę. Dorastał w St. Paul, w stanie Minnesota. Uczęszczał do Katolickiej Szkoły Podstawowej Narodzenia Naszego Pana (Nativity of Our Lord Catholic Grade School). 
Zainteresował się aktorstwem po występie jako Huckleberry Finn w przedstawieniu Przygody Tomka Sawyera Marka Twaina w szkole średniej Cretin-Derham Hall High School. W czerwcu 1996 ukończył Minneapolis South High School w Minneapolis, w stanie Minnesota. Gdy doznał poważnej kontuzji kolana, zaniechał planów związanych z footballem i szlifował aktorstwo w Youth Performance Company w Minneapolis. Pracował w wypożyczalni filmów wideo w St. Paul. Przez rok uczył się technik teatralnych na Uniwersytecie Stanowym Nowego Jorku. Kiedy miał 16 lat został przyłapany na rzekomym okradaniu Dairy Queen; w rzeczywistości on i jego przyjaciele kręcili film krótkometrażowy.

## Kariera

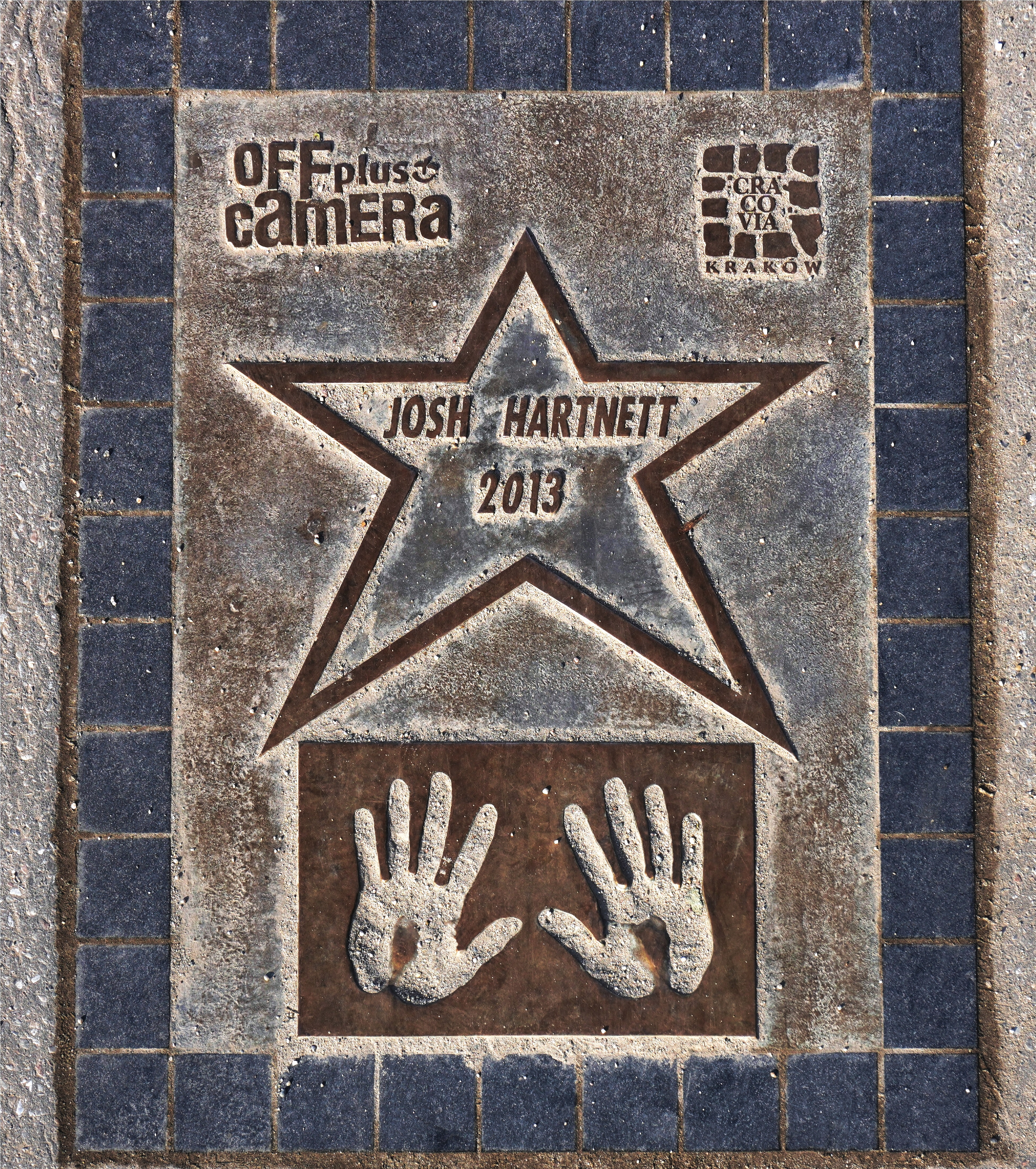
Gwiazda Josha Hartnetta na Alei Gwiazd w Krakowie

W latach 1997–1999 występował jako Michael Fitzgerald w serialu ABC Cracker. Karierę na dużym ekranie rozpoczął od drugoplanowej roli Johna, syna Laurie Strode (Jamie Lee Curtis) w horrorze Steve’a Minera Halloween: 20 lat później (Halloween H20: 20 Years Later, 1998), za którą był nominowany do MTV Movie Award w kategorii najlepsza rola przełomowa.
W 1999 wybrano go jako jednego z „21 najgorętszych gwiazd poniżej 21 roku życia” magazynu „Teen People”, a w 2002 był jednym z 25. najgorętszych gwiazd poniżej 25 roku życia magazynu „Teen People”. Wystąpił w teledyskach: „Playground Love” (1999) zespołu Air i „There You’ll Be” (2001) Faith Hill. Jako Jasper Arnold w melodramacie Miejsce na Ziemi (Here on Earth, 2000) zdobył nominację do Teen Choice Awards. Był przesłuchiwany do filmu Tytani (2000).
Za kreację pilota kapitana Danny’ego Walkera w melodramacie wojennym Michaela Baya Pearl Harbor (2001) otrzymał nominację do MTV Movie Award w kategorii najlepszy występ. Potem zagrał w takich filmach akcji jak Helikopter w ogniu (Black Hawk Down, 2001) i komedii 40 dni i 40 nocy (40 Days and 40 Nights, 2002). 
Był na okładkach „GQ”, „Entertainment Weekly”, „Vanity Fair”, „People”, „Bravo”, „Vogue” i „Details”.

## Życie prywatne
W szkole średniej spotykał się ze swoją ukochaną Ellen Fenster (ur. 1978), która zajmowała się reżyserią teatralną. W 2011 związał się z Tamsin Egerton, z którą w listopadzie 2021 zawarł związek małżeński. Mają dwie córki – Thisbe (ur. 25 listopada 2015) i Roxanna (ur. 1 lipca 2017) oraz trzecie dziecko urodzone w 2019.

## Filmografia

### Filmy
- 1998: Debutante jako Bill
- 1998: Oni (The Faculty) jako Zeke Tyler
- 1998: Halloween: 20 lat później (Halloween H20: 20 Years Later) jako John Tate
- 1999: Przekleństwa niewinności (The Virgin Suicides) jako Trip Fontaine
- 2000: Miejsce na Ziemi (Here on Earth) jako Jasper
- 2001: Pearl Harbor jako Kapitan Danny Walker
- 2001: Identyczny (The Same) jako Sąsiad
- 2001: Member jako Gianni
- 2001: Romanssidło (Town & Country) jako Tom Stoddard
- 2001: Helikopter w ogniu (Black Hawk Down) jako Sierżant sztabowy Matt Eversmann
- 2001: Dwa w jednym (Blow Dry) jako Brian Allen
- 2001: O-Otello (O) jako Hugo Goulding
- 2002: 40 dni i 40 nocy (40 Days and 40 Nights) jako Matt Sullivan
- 2003: Wydział zabójstw, Hollywood (Hollywood Homicide) jako Detektyw K. C. Calden
- 2004: Apartament (Wicker Park) jako Matthew
- 2005: Historie zagubionych dusz (Stories of Lost Souls) jako Sąsiad "The Same"
- 2005: Zaklęte serca (Mozart and the Whale) jako Donald Morton
- 2005: Sin City: Miasto grzechu (Sin City) jako Mężczyzna
- 2006: Zabójczy numer (Lucky Number Slevin) jako Slevin Kelevra
- 2006: Czarna Dalia (The Black Dahlia) jako Dwight 'Bucky' Bleichert
- 2007: Stories USA jako Gianni
- 2007: 30 dni mroku (30 Days of Night) jako Eben Oleson
- 2007: Wskrzeszenie mistrza (Resurrecting the Champ) jako Erik Kernan Jr.
- 2008: T Takes: Lobby jako Josh
- 2008: Sierpień (August) jako Tom Sterling
- 2009: Przychodzę z deszczem (I Come with the Rain) jako Kline
- 2010: Bunraku jako Włóczęga
- 2011: Stuck Between Stations jako Paddy
- 2011: Girl Walks Into a Bar jako Sam Salazar
- 2011: Singularity
- 2014: Parts Per Billion jako Len
- 2015: Wild Horses jako K.C. Briggs
- 2015: The Lovers jako James Stewart / Jay Fennel
- 2016: Gut Instinct jako Victor Malarek
- 2017: Ach, Lucy! (Oh Lucy!) jako John
- 2017: Siła przetrwania (6 Below: Miracle on the Mountain) jako Eric LeMarque
- 2017: Eskorta porucznika (The Ottoman Lieutenant) jako Jude
- 2019: Inherit the Viper jako Kip Riley
- 2019: She's Missing jako Ren
- 2019: Dolina Bogów (Valley of the Gods) jako John Ecas
- 2020: Operacja Goliat (Target Number One) jako Victor Malarek
- 2020: A moment to Remember
- 2021: Jeden gniewny człowiek (Wrath of Man) jako Boy Sweat Dave
- 2021: The Long Home
- 2023: Oppenheimer jako Ernest Lawrence
- 2024: Pułapka (Trap) jako Cooper

### Producent
- 2008: Sierpień (August)
- 2009: Nobody
- 2010: Ham Lake

### Seriale
- 1997: Cracker jako Michael Fitzgerald
- 2016: Dom grozy (Penny Dreadful) jako Ethan Chandler
- 2020: Paradise Lost jako Yates Forsythe